# Тоса Міцуокі
Тоса Міцуокі (21 листопада 1617 — 14 листопада 1691) — японський художник періоду Едо. Відновив славу школи Тоса. Мав творчий псевдоним Сункакен. Був одним з кращих художників свого часу у жанрі катьо («птахи і квіти»)

## Життєпис
Представник роду художників Тоса. Син міського художника Тоса Міцунорі. Народився у 1617 році в Сакаї (поблизу Осаки). З дитинства навчався малювання в батька. У 1633 році разом з Тоса Міцунорі перебирається до Кіото. Разом з батьком став отримувати замовлення від місцевої знаті та імператорського двору. Після смерті Міцунорі у 1638 році очолив школу Тоса в Кіото. Поступово досяг значної шани і поваги серед знаті. Це дало змогу 1654 року отримати посаду голови придворного бюро живопису (е-докоро адзукарі), якої володіли предки Тоса Міцуокідо 1569 року. З цього часу вага Тоса відновлюється й дорівнюється авторитету школи Кано.
Розквіт творчості припадає на 1650—1670-ті роки. У 1681 році передав синові Міцунарі посаду голови Бюро живопису, а сам став буддистським ченцем під ім'ям Дзосьо. 1685 року отримав почесний титул хоген («око закону»). Помер у 1691 році.

## Творчість
Тоса Міцуокі більшістю дослідників розглядається як останній новатор у школі Тоса. Міцуокі відновив і осучаснив стиль ямато-е. Запозичив від китайських художників часів династій Південна Сун і Юань просторовість і легкий дотик в зображенні природи. Також деякі технічні прийоми взяв від школи Кано.
Працював переважно над композиціями для оформлення інтер'єрів — складчасті ширми, розписні стіни і двері. Його твори відрізняються витонченою декоративністю і чудовим чином відповідали своєму призначенню. Пейзажні сцени, присвячені традиційним мотивам сезонів, були площинні та графічні. Тоса Міцуока дуже обмежено використав багатохромні розмиви туші, створюючи повітряний серпанок і глибину простору. Ретельний малюнок, виконаний тонкими плавними лініями, в композиціях художника був призначений для довгого розглядання зблизька. Водночас майстер відмовився від педантичних крайнощів своїх попередників з їх контурами і сміливо вводив в своїх композиціях широкі і навмисно недбалі мазки. Так, у вертикальному сувої «Фенікс і павлонія», який створено у традиційній манері ретельного пензля, велике листя рослини промальовано настільки детально, що в них помітно численні прожилки і дрібні зубчики. Так само змальовано птаха. Детальне опрацювання пір'я, граційна лінія шиї, дрібний малюнок дзьоба і пазуристих лап — усе це справляє враження натурної анімалістичної студії і якось змушує забути, що намальований птах є вигаданим.

Міцуока був великим знавцем птахів і часто зображував їх, особливо перепілок. Їх він малював дуже багато і увійшов в історію японського мистецтва як кращий знавець перепелиних звичок і відображення їх засобами живопису. Сучасники знаходили в птахах Тоса Міцуокі надзвичайну життєвість і дивувалися влучності його спостережень. Найвідомішим є подвійна ширма великого формату «Перепілки в заростях проса». У кожній ширмі по вісім стулок, що не зовсім звичайно для цього жанру (зазвичай — шість). Додаткові площині надали художнику можливості зобразити ще декілька птахів. Перепелів зображено в різних ракурсах — на землі, в повітрі, у воді. Фоном для параду птахів є низинний річковий пейзаж. Спокійні гладенькі води з пологими пагорбами на протилежному березі задають неквапливий ритм композиції. Ширми були призначені для того, щоб повністю займати площині двох протилежних стін у приміщенні; сидячи вздовж них, глядач міг споглядати як немовби розгортається перед ним сувій. Берег річки рясно поріс переплетеними очеретами, місцями над ними здіймаються кущики дикорослого проса. 

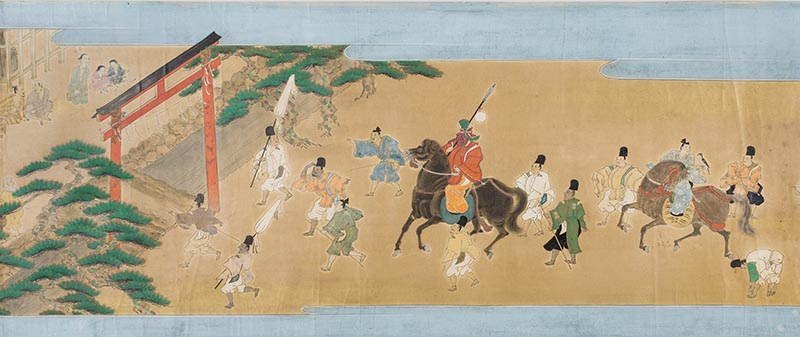
Деталь сувою «Легенди Одери»

Іншими відомими творами є «Легенди Одери», «Сцени Іцукусіма і Мацусіма», «Хризантеми і перепела».
Часто створював малюнки на сувоях, які можна було вивісити на стіні («какемоно») або ручні сувої («емакімоно»), які можна було прочитати з супровідною історією. Він також виготовив багато робіт на панелях, зазвичай ці роботи складалися з 6 панелей.
У 1690 році завершив трактат з естетики і живопису «Хонтьо ґахо тайдзен», у якому підкреслював важливість недомовки (йодзьо) в картинах і безформленості чудового.